# Morfemes derivatius
Els morfemes derivatius són tots els afixos, prefixos (morfemes que van davant del lexema), infixos (que van al mig, entre el lexema i el prefix) i sufixos (els morfemes que hi van darrere). N'és un exemple brut-ícia.
Recordem que els morfemes s'afegeixen al lexema i matisen o modifiquen el seu significat.
Existeixen dues classes de morfemes: flexius i derivatius. Els flexius indiquen el gènere i nombre (brut-e-s) i el mode, temps, nombre i persona d'un verb (em-brut-ava).